# Rosemary Clooney
Rosemary Clooney (Maysville, Kentucky, 23 de maio de 1928 — Beverly Hills, 29 de junho de 2002) foi uma cantora e atriz norte-americana. Era irmã de Nick Clooney, jornalista, e tia do também ator George Clooney. Ela chegou à fama no início dos anos 1950 com a novidade "Come On-a My House", assim seguindo com várias canções eternizadas em sua voz, como "Botch a-Me", "Mambo Italiano", "Tenderly", "Half as Much", "Sway", "Hey There" e "This Ole House", Quem assistia suas apresentações, tinha a sensação de que era uma grande festa em família e cheia de amigos convidados. Sempre gostou de conversar com a platéia, e entre uma música e outra, contar histórias engraçadas de sua carreira, relacionando com as músicas ou com seus autores. Era sempre um ambiente descontraído, de grande alegria e de uma energia positiva que contagiava a todos que estivessem no local. Apesar de ela ter tido sucesso como uma vocalista de Jazz. A carreira de Clooney definha na década de 1960, parcialmente devido a problemas relacionados com a depressão e dependência de drogas, mas reviveu em 1977, quando seu White Christmas co-star, Bing Crosby pediu para ela aparecer com ele em um show marcando o seu 50º aniversário no show business. Ela continuou gravando até à sua morte em 2002.

## Inicio de vida

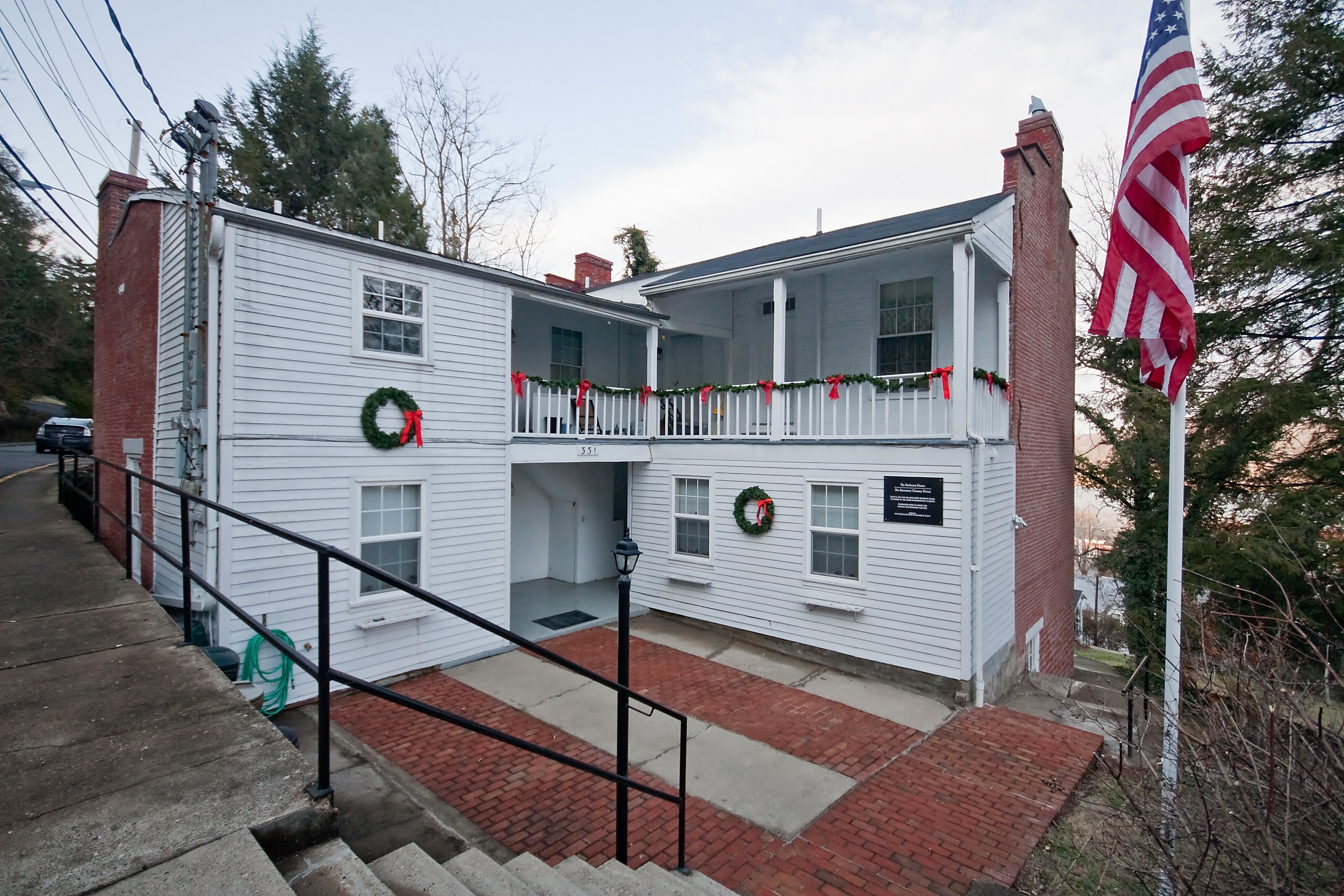
Casa em Maysville por onde viveu na década de 1940, conhecida como John Brett Richeson House

Clooney nasceu em Maysville, Kentucky, a filha de Marie Frances e Andrew Joseph Clooney. Ela foi uma das cinco crianças fruto do casamento. Seu pai era de descendência Alemã e Irlandesa, e sua mãe era de descendência Irlandesa e Inglesa. A infância dos irmãos não foi muito fácil, pois seu pai tinha graves problemas com o álcool, e sua mãe trabalhava como vendedora-viajante para uma cadeia de lojas de confecção, portanto ficava muito pouco tempo em casa.
O dinheiro era muito curto, e seu pai não tinha um trabalho certo, por causa da bebida. Rosemary ficava sempre preocupada em saber de onde viria a próxima refeição, na casa de qual parente iriam comer, e se teria dinheiro para comprar outros sapatos para ir ao colégio. E não raro, recolhia garrafas vazias de soda para vender, e assim, ter alguns trocados para comprar lanche na cantina da escola.
Quando Clooney tinha 15 anos, sua mãe e seu irmão Nick mudou-se para Califórnia. Ela e sua irmã Betty permaneceu com seu pai  Andrew, a família residia no John Brett Richeson House no final da década de 1940.
Rosemary e Betty tornou-se animadores, considerando que Nick tornou-se um jornalista e televisão (alguns de seus filhos, incluindo Miguel Ferrer e Rafael Ferrer, e o seu sobrinho, George Clooney, também se tornaram respeitados atores e artistas). Em 1945, Clooney e irmãs ganhou um lugar em Cincinnati, Estação de rádio do Ohio WLW como cantoras. Sua irmã Betty cantou em dueto com Rosemary para grande parte iniciando-se uma carreira.

## Carreira

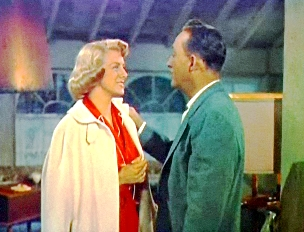
Rosemary Clooney e Bing Crosby em cena de White Christmas.

As primeiras gravações, em maio de 1946, foram para a Columbia Records. Ela cantou com "Tony Pastor's Big-Band". Clooney continuou a trabalhar com o Pastor band até 1949, fazendo de sua última gravação com a banda em Maio do mesmo ano e sua primeira gravação como artista a solo um mês mais tarde, ainda para a Columbia. Em 1950-51 fez uma temporada na rádio e na televisão, com suas versões de "Song for Sale" na CBS. Em 1951, sua gravação de "Come On-a My House", produzido por Mitch Miller, tornou-se um sucesso. Ele foi o seu primeiro de muitos singles que atingiram o topo do sucesso, apesar do fato de que Clooney detestava a música apaixonadamente. Ela tinha sido dito pela Columbia Records para gravar a canção, e que violaria o contrato se não a gravasse. Clooney fez vários duetos com Marlene Dietrich e surgiram no início da década de 1950, Faye Emerson's, contribuindo para "Cidade Maravilhosa", série da CBS. Clooney também fez diversos comentários sobre apresentações do "Arthur Godfrey Radio Show", quando ele foi patrocinado pela Lipton Tea. Eles fizeram duetos, pois ele deu apoio e começou a participar, e outras vezes ela iria cantar um de seus sucessos mais recentes.
Em 1954 estrelou, juntamente com Bing Crosby, Danny Kaye & Vera-Ellen, no filme White Christmas. Estrelou em 1956 em uma meia-hora televisão sindicado musical-variedades, mostrando o "The Rosemary Clooney Show". O show apresentado no The Hi-Lo's cantando grupo e Nelson Riddle com sua orquestra. No ano seguinte, o show mudou-se para NBC, com horário nobre como o "The Lux Show Starring Rosemary Clooney" mas só durou uma temporada. O novo show musical em destaque The Modernaires e Frank DeVol's e sua orquestra. Em anos posteriores, Clooney que frequentemente aparecia com Bing Crosby na televisão, como no 1957 especial a The Edsel Show, e os dois amigos fizeram um concerto tour da Irlanda juntos. Em 21 de novembro de 1957, ela apareceu na NBC no The Ford Show, protagonizado por Tennessee Ernie Ford, um freqüente entrada no "20" e apresentando um grupo musical chamado "Top 20" em 1960, Clooney e Crosby co-estrelou em um programa de rádio chamado "20-minute" da CBS veiculado antes do meio-dia notícias, em todos os dias da semana.
Clooney deixou a Columbia Records em 1958, fazendo uma série de gravações para a MGM Records e, em seguida, alguns para Coral Records. Finalmente, no final de 1958, ela assinou com a RCA Victor Records, onde permaneceu até 1963. Em 1964, ela foi a Reprise Records e em 1965 para Dot Records.
Após a sua recuperação de um ataque de nervos em 1968, Clooney assinou com a United Artists Records em 1976 por dois álbuns. A partir de 1977, ela gravou um álbum por ano para a gravadora Concord Jazz, gravadora onde continuou até sua morte. Isto contrastava com a maioria da sua geração de cantores que faz tempo que tinha parado a gravação regularmente até então. No final de 1970 e início dos anos 1980, Clooney fez comerciais de televisão para toalhas de papel da marca Coronet, durante o qual ela cantou um memorável jingle "Extra value is what you get, when you buy Coro-net" No início de 1980, Jim Belushi imitou Clooney e o comercial na série da NBC Saturday Night Live. Clooney cantou um dueto com WildMan Fischer em "It's Hard Business" em 1986, e em 1994, ela cantou um dueto Green Eyes com Barry Manilow em seu álbum de 1994, "Singin with the Big Bands"
Em 1995, Clooney co-estrelou o drama médico de televisão NBC ER (estrelado por seu sobrinho, George Clooney); por sua atuação, ela recebeu uma indicação de Primetime Emmy Award para melhor atriz convidada em uma série de Drama. Em 27 de janeiro de 1996, Clooney apareceu no programa de rádio de Garrison Keillor Prairie Home Companion. Ela cantou "When October Goes" — letra de Johnny Mercer e música de Barry Manilow (após a morte do Mercer) — de álbum 1984 02:00 AM Paradise Café, e discutido a excelência de Manilow como músico.
Clooney foi também premiada pela Sociedade de Cantores Lifetime Achievement Award em 1998, em 1999, iniciou-se o Rosemary Clooney Music Festival, realizado anualmente em Maysville, sua cidade natal. Ela se apresentou no festival todos os anos até à sua morte. Em benefício da restauração do teatro de Russell em Maysville, onde o primeiro filme de Clooney "The Stars Are Singin" estreou em 1953.
Ela recebeu o Grammy Lifetime Achievement Award em 2002.

## Vida pessoal

### Família e relações
Sua irmã Betty morreu repentinamente de um aneurisma cerebral em 1976. Posteriormente, ela criou uma fundação em memória de e nomeado para sua irmã. Durante este tempo ela escreveu sua primeira autobiografia, isto para lembrança: a autobiografia de Rosemary Clooney, um cantor irlandês-americano, escrito em colaboração com Raymond Strait e publicado pela Playboy Press em 1977. Ela narrou sua vida infeliz cedo, sua carreira como cantora, seu casamento com Ferrer problemas de saúde mental, concluindo com seu retorno como cantora e sua felicidade. Seu bom amigo Bing Crosby escreveu a introdução. Katherine Coker adaptou o livro para JacKie Cooper, que produziu e dirigiu o filme de televisão, Rosie: the Rosemary Clooney Story (1982) estrelando Sondra Locke (quem lábio sincroniza músicas do Clooney), Penelope Milford como Betty e Tony Orlando, que interpretou Jose Ferrer. Em 1983, Rosemary e seu irmão Nick co-presidido a Betty Clooney Foundation for the Brain-Injured, respondendo às necessidades dos sobreviventes de deficiências cognitivas causados por acidentes vasculares cerebrais, tumores e lesões cerebrais de trauma ou idade.

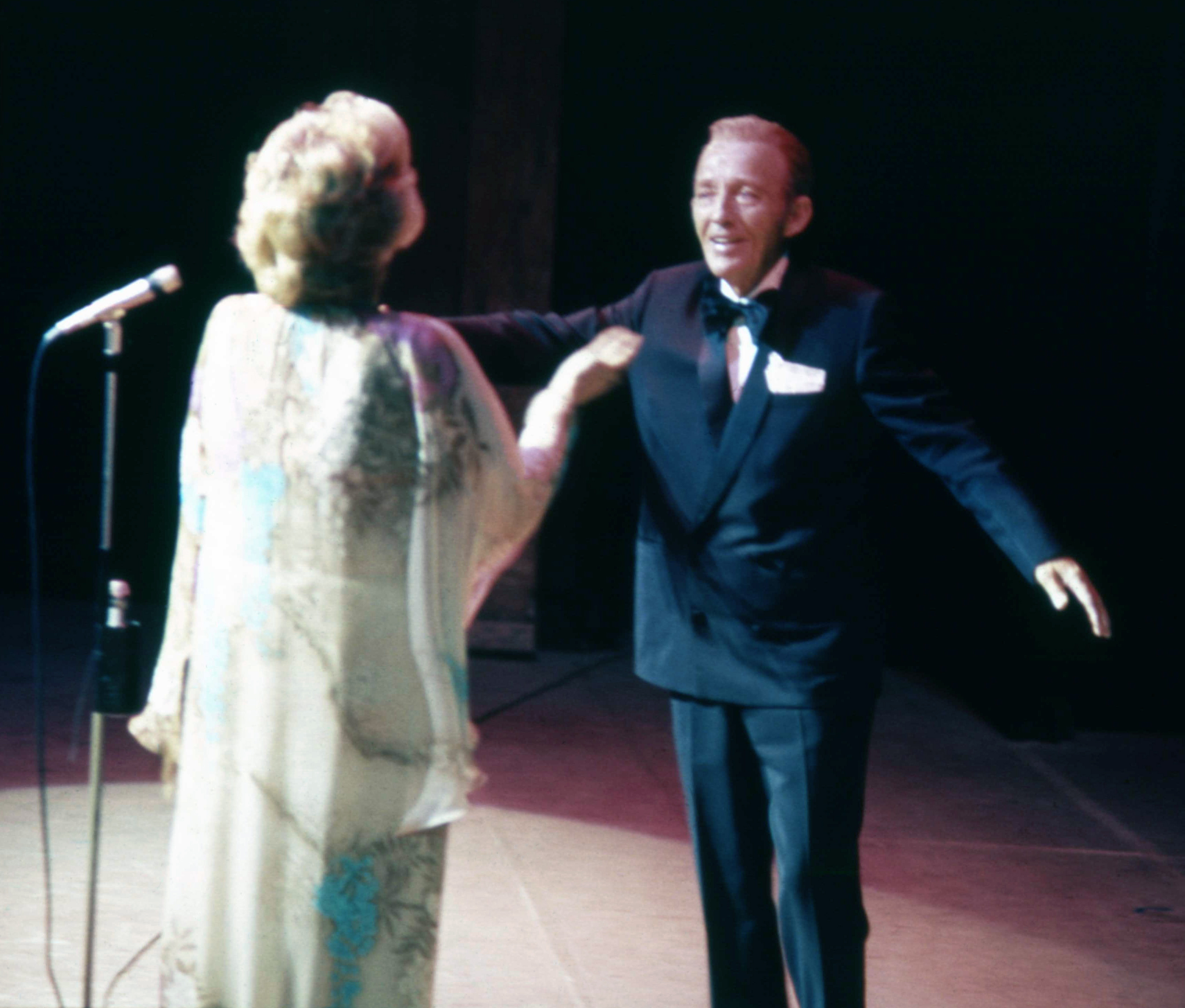
Rosemary Clooney e Bing Crosby, dois grandes amigos, (Bing pouco antes de falecer, vitima de um ataque cardíaco) em 1977.

Clooney foi casada duas vezes com a estrela de cinema, José Ferrer, que tinha dezesseis anos mais velho que ela. Clooney casado primeiro Ferrer em 1 de junho de 1953, em Durant, Oklahoma. Mudaram-se para Santa Monica, Califórnia, em 1954 e depois para Los Angeles, em 1958. Ferrer e Clooney teve cinco filhos: Miguel (nascido em 7 de fevereiro de 1955), Maria (nascida em 29 de maio de 1956), Gabriel (nascido em 1 de dezembro de 1957), Monsita (nascido em 13 de outubro de 1958) e Rafael (nascido em 23 de março de 1960). Divorciaram-se pela primeira vez em 1961.
Ferrer e Clooney casaram-se novamente em 22 de novembro de 1964, em Los Angeles; no entanto, o casamento novamente se desintegrou enquanto Ferrer estava tendo um caso com a mulher que se tornaria sua última esposa, Stella Magee. Clooney descobriu sobre o caso, e ela e Ferrer divorciou-se pela última vez em 1967.
Em 1968, seu relacionamento com um jovem baterista acabou depois de dois anos, e ela se tornou cada vez mais dependente de comprimidos depois de uma turnê de punir.
Em 1997, ela se casou com seu amigo de longa data, um ex-dançarino, Dante DiPaolo na igreja do St Patrick em Maysville, Kentucky.

### Outras informações
Clooney sofreu durante grande parte da vida de transtorno bipolar. Ela revelou este e outros detalhes de sua vida em suas duas autobiografias.
Ela juntou-se a campanha presidencial de Kennedy seu amigo íntimo e ouviu os tiros, quando ele foi assassinado no dia 5 de junho de 1968. um mês mais tarde, ela teve um colapso nervoso no palco em Reno, Nevada e foi hospitalizada. Ela permaneceu na terapia de psicanálise por oito anos depois.

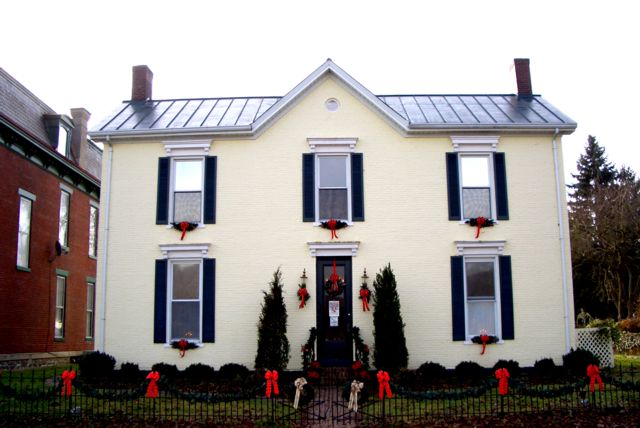
Casa de Rosemary Clooney, Augusta, Kentucky

Rosemary Clooney viveu por muitos anos em Beverly Hills, Califórnia, na casa antiga propriedade de George e Ira Gershwin, em 1980, ela comprou uma segunda casa em Riverside Drive, em Augusta, Kentucky, perto de Maysville, sua cidade natal de infância. Hoje, a casa de Augusta oferece visualização de coleções de seus itens pessoais e recordações de muitos dos seus filmes e suas apresentações. Casa em 1019, North Roxbury Drive, Beverly Hills foi vendido para um desenvolvedor, após sua morte em 2002 e foi demolida.
Em 1999, Clooney publicou sua segunda autobiografia, Girl Singer: An Autobiography descrevendo as suas batalhas com dependência de medicamentos para a depressão, e como ela perdeu e então recuperou sua fortuna. "Eu me considero uma cantora doce com uma sensibilidade de banda grande," ela escreveu.
Em 2005 foi lançado o álbum Reflections of Rosemary por Debby Boone. Boone, que era Nora de Clooney, destinando o álbum para ser um retrato musical de Clooney, ou como Boone diz: "Eu queria selecionar músicas que dariam um "Insight Rosemary"

### Câncer e sua Morte
Uma fumante de longa data, Clooney foi diagnosticada com câncer de pulmão no final de 2001. Em torno deste tempo, ela deu um dos seus últimos concertos no Havaí, apoiado pelos Honolulu Symphony Pops; sua última música foi "God BlessAmerica". Seu último show foi em Red Bank, Nova Jersey, no Count Basie Theater em dezembro de 2001. Apesar da cirurgia, ela morreu seis meses mais tarde, em 29 de junho de 2002, em sua casa de Beverly Hills. Seu sobrinho, George Clooney, estava a carregar o caixão em seu funeral, que contou com a presença de numerosas estrelas, incluindo o Al Pacino. Ela está enterrada no cemitério de Saint Patrick, Maysville. Em 2003, Rosemary Clooney foi indicada e apresentada na exposição "Kentucky Mulheres Memoráveis" e o retrato por Alison Lyne está em exibição permanente na rotunda do Capitólio estado de Kentucky. 
Em setembro de 2007, um mural honrando os momentos de sua vida foi pintado no centro de Maysville. O mural destaca sua amizade ao longo da vida com Blanche Chambers, o premier de 1953 das "The Stars are Singing" e sua carreira como cantora. Foi pintado por muralistas Louisiana: Robert Dafford, Herb Roe e Brett Chigoycomo parte do projeto Maysville Floodwall Murals. Seu irmão Nick Clooney falou durante a dedicação para o mural, explicando várias imagens para a multidão.